# Joppa melanostigma
Joppa melanostigma är en stekelart som beskrevs av Cameron 1884. Joppa melanostigma ingår i släktet Joppa och familjen brokparasitsteklar. Inga underarter finns listade i Catalogue of Life.